# 浦崎実可子
浦崎 実可子（うらさき みかこ、1988年7月22日 - ）は、日本でタレント活動をしていたファッションモデル。活動当時は、株式会社エル・ジャパンのエンタテインメント事業部である「アーティストエル」に所属していた。

## 略歴
沖縄県から上京。養成所に入り、映画に出演したり、雑誌の読者モデルを務めたりした。
その後アーティストエルからスカウトされ、本格的に活動を始める。同事務所に所属してからも、若槻千夏がプロデュースしたブランドショップ「w♥c」の店員採用試験を受けて勤務していた。

## 人物
- 同年代に対し、お洒落なギャルを目指し[要説明]、ファッションの研究に余念がない。
- 基本的にポジティブだが、勉強は苦手である。
- 本人は笑顔が一番の武器と言っている[どこ?]。
- パソコン検定試験2級、電卓検定[どれ?]1級の資格を有する。
- 漢字は不得意。書けないときには、適当に漢字を作る傾向にある[独自研究?]。

## 出演

### 映画
- クローズ・ユア・マインド 馬熊横丁（2007年）[4]

### 雑誌
- Popteen（角川春樹事務所）
- JELLY（ぶんか社）
- Fine（日之出出版）